# Böhm
Böhm je priimek več znanih oseb:
- Ana Jenko Štěrba-Böhm (1885–1936), kemičarka, prva slovenska doktorica znanosti
- August Böhm von Böhmersheim (1858—1930), avstrijski geograf
- Eduard von Böhm-Ermolli (1856—1941), italijansko-avstrijski feldmaršal
- Eugen Böhm-Bawerk (1851—1914), avstrijski ekonomist
- Dominic(us) Böhm (1880—1955), nemški arhitekt
- Edmund Böhm (1914—2008), slovenski jezuitski pater
- Georg Böhm (1661—1733), nemški organist in skladatelj
- Gottfried Böhm (1920—2021), nemški arhitekt in kipar
- Hark Böhm (*1939), nemški igralec in režiser
- Karl Böhm (1894—1981), avstrijski dirigent
- Karlheinz Böhm (1928—2014), nemški gledališki in filmski igralec
- Ludvik Böhm (Ljudevit Boe(h)m) (1864—1935), slovenski šolnik (ustanovitelj in ravnatelj trgovske akademije v Ljubljani)
- Lučka Böhm, slovenska sindikalistka
- Oskar Böhm (1921—2013), slovenski veterinar, terminolog, univ. profesor
- Paul Böhm, nemški arhitekt
- Peter Böhm, nemški arhitekt
- Peter Böhm (1943 - 2012), avstrijski pravnik in politik
- Theobald Böhm (1794—1881), nemški flavtist in izdelovalec glasbenih instrumentov
- Tomas Böhm (*1945), švedski psihoanalitik